# Phytotaxa
《Phytotaxa》是经同行评审的科学期刊，以快速发表植物新分类群著称。2009年创刊于新西兰。